# Egger Bach
Der Egger Bach (auch Eggerbach) ist ein Bach im nördlichen Flachgau und mündet etwas oberhalb der Ortschaft Strauchmühle (Gemeinde Berndorf) in den Reiter Bach.

## Geographie

### Verlauf
Der Egger Bach entspringt oberhalb von Spatzenegg (Gemeinde Berndorf) in einem sumpfigen Quellgebiet. Hier vereinigt er sich aus mehreren kurzen, teilweise auch unterirdischen kleinen Bächen. Auf seinen ersten Metern fließt der Bach recht geradlinig nach Osten, bis er bei Lina (Gemeinde Seeham) einen Bogen nach Norden macht und hierbei auch in das Gemeindegebiet von Seeham eintritt. Der Egger Bach passiert nun den Weiler Kobl (Gemeinde Seeham) und verlässt dann die Gemeinde Seeham, um wieder in das Gemeindegebiet von Berndorf bei Salzburg einzutreten. Der Bach fließt zunächst in östlicher Richtung an dem Weiler Großenegg (Gemeinde Berndorf) vorbei, wo er von links einen kleinen Graben aufnimmt. Der Egger Bach durchfließt dann unterhalb des Weilers Aigen (Gemeinde Berndorf) eine Geschiebesperre, die das unterhalb liegende Berndorf vor Hochwassern schützen soll. Nachdem der Bach die Geschiebesperre durchflossen hat, macht er einen Bogen nach Osten und mündet dann kurz oberhalb der Ortschaft Strauchmühle (Gemeinde Berndorf) in den nach Norden fließenden Reiter Bach. Er bildet den wichtigsten Zubringer des Reiter Bachs.

### Einzugsgebiet
Südöstlich der Quelle des Egger Bachs entspringt der Pfarrgrabenbach, der in den Obertrumer See mündet und somit ebenfalls zum Einzugsgebiet der Mattig zählt. Nördlich am Haunsberg entspringen der Steinbacher Bach, der Irlachgraben und der Kletzlbergbach, die über die Oichten zur Salzach entwässern.

## Hochwasserschutz
Sowie am Reiter Bach, wurde auch am Egger Bach eine Geschiebesperre errichtet, die Berndorf vor 100-jährigen Hochwassern schützen soll. Er durchfließt das Gemeindezentrum zwar nicht selbst, speiste bei den Hochwassern in den Jahren 2014 und 2016 jedoch den Reiter Bach mit viel Wasser, welcher in Folge das Gemeindezentrum von Berndorf überflutete und erhebliche Schäden anrichtete. Genauso wie die Hochwasserschutzanlage am Reiter Bach, ist auch die des Egger Bachs seit 2019 fertiggestellt und kann von Gemeindebürgern besichtigt werden.